# بورس اوساکا
بورس اوساکا (انگلیسی: Osaka Exchange) بازار بورس اوراق بهادار ژاپنی است، که در سال ۱۹۴۹ تأسیس شد. تا سال ۲۰۰۷ شمار شرکت‌های فهرست شده در بازار بورس اوساکا ۴۷۷ شرکت بود و ارزش بازار سرمایه آن ۲۱۲ میلیارد دلار برآورد گردید. بورس اوساکا هم‌اکنون بزرگترین بازار معاملات آتی در ژاپن است و در مجموع پس از بورس توکیو، دومین بازار بورس اوراق بهادار در ژاپن می‌باشد. گروه بورس ژاپن مالکیت بورس اوساکا را در اختیار دارد.